# Casa da Gávea
Casa da Gávea foi um centro cultural não governamental do Rio de Janeiro, inaugurado em Março de 1992. Encerrou suas atividades em 28 de junho de 2016, após ordem de despejo, em última instância, pela 16ª Câmara Cível do Rio de Janeiro.

## Administração e objetivos
A Casa da Gávea era administrada em sociedade pelos atores Paulo Betti, Cristina Pereira, Vera Fajardo e Rafael Ponzi - originalmente, também faziam parte da sociedade Eliane Giardini, Antônio Grassi, Míriam Brum e Guilherme Abrão. Seus objetivos foram "o estudo, debate e divulgação das mais variadas formas de arte e cultura e para a produção de espetáculos teatrais, filmes, vídeos, edições de livros, programas de rádio, exposições e shows musicais", mantendo parcerias duradouras com o Ibase, a Unicamp, a Fundec e O Globo, na produção de vídeos e realização de cursos.
Desde a sua fundação, a Casa oferecia cursos livres de Interpretação Teatral, Roteiro para Cinema e TV, Expressão Corporal e outros. No "Ciclo de Leituras" de textos teatrais, que ocorre às segundas-feiras, com entrada franca, já foram lidas 650 peças e montadas mais de 100.

## Infra-estrutura
Com a proposta de ser um "centro de convivência artística", a Casa contou com biblioteca, estúdio de som, ilhas de edição de vídeo, roteiroteca, videoteca e banco de textos teatrais, além de um espaço para representações experimentais, com capacidade para 80 pessoas, a Sala Chiquinho Brandão.
A Casa da Gávea localizava-se na Praça Santos Dumont, bairro Gávea, Zona Sul do Rio de Janeiro.

## Cronologia de atividades
- 1992: Inauguração da Casa com seminário sobre "Ética" coordenada por Adauto Novaes, com palestras de Antônio Candido, Marilena Chauí e outros.
- 1992: Ciclo "Rede Imaginária", discutindo a democratização dos meios de comunicação, com José Miguel Wisnik e Gerd Bornheim.
- 1993: "A Obscena Senhora D", de Hilda Hilst, direção de Eid Ribeiro inaugurou a Sala Chiquinho Brandão.
- 1993: "Morte e Vida Severina" de João Cabral de Mello Neto, direção de Cristina Pereira, com o Grupo Revivendo - formado por atores amadores com idades acima de cinquenta anos.
- 1994: Seminário "1964 - trinta Anos Depois", em associação com a PUC do Rio, Biblioteca Nacional, Cineclube Estação Botafogo e UNICAMP.
- 1994: "Querida Mamãe", de Maria Adelaide Amaral, direção de José Wilker, com Eva Wilma e Eliane Giardini
- 1994: "Pérola", texto e direção de Mauro Rasi.
- 1995: "Aonde Está Você Agora?", de Regiana Antonini e direção de Rafael Ponzi.
- 1996: "3 Maneiras De Se Dançar O Tango" de Denise Bandeira, direção de Paulo Betti.
- 1996: Palestra do cineasta alemão Werner Herzog.
- 1997: "O Inimigo Do Povo", de Henrik Ibsen, direção de Domingos de Oliveira.
- 1999: "D. Rosita, A Solteira", de Federico García Lorca, direção de Antonio Grassi.
- 1999: "E Aí, Comeu?" de Marcelo Rubens Paiva, direção de Rafael Ponzi
- 2000: "Feliz Ano Velho" de Alcides Nogueira, baseado na obra de Marcelo Rubens Paiva, direção de Paulo Betti.
- 2001: "O Homem Que Viu O Disco Voador" de Flávio Márcio, direção de Aderbal Freire-Filho
- 2002: "Entre o Céu e o Inferno", a partir da obra de Gil Vicente, direção Cristina Pereira e Helena Varvaki
- 2003: Início do projeto social "Olha Pra Mim - Educação e Saúde Já", para crianças e adolescentes em situação de rua.
- 2003: "O Mundo é um Moinho" texto e direção de Fauzi Arap.
- 2004: Início do projeto musical "Som na Casa" e do projeto de humor "Rio, mas também posso chorar".
- 2004: "Por que Você não Disse que Me Amava?" texto de Vera Karam, direção de Paulo Betti com Cristina Pereira e Rafael Ponzi.
- 2005: Espetáculo musical "A Canção Brasileira" de Luiz Iglesias e Miguel Santos, música de Henrique Vogeler e direção de Paulo Betti